# Apostoli Palota
Az Apostoli Palota (latinul: Palatium Apostolicum; olaszul: Palazzo Apostolico) néven a múltban a római pápa számos lakhelye volt ismert, ma ezen a néven illetik (de nem kizárólagosan) azt a hivatalos lakóhelyét, amely Vatikánban található. Úgy is ismert, mint a pápai paloták vagy vatikáni palotaegyüttes. Maga a Vatikán V. Szixtusz palotájaként emlegeti az épületet, V. Szixtusz pápa tiszteletére, aki a palota mai formájának nagy részét építette. 
A palotaegyüttes területe 162 000 m². Vannak benne pápai lakosztályok, a katolikus egyház és a Szentszék különféle irodái, magán- és nyilvános kápolnák, itt vannak a Vatikáni Múzeumok és a Vatikáni Könyvtár, ide értve a Sixtus-kápolnát, a Rafael-szobákat és a Borgia-lakosztályokat is.

## A vatikáni Apostoli Palota részei
A vatikáni Apostoli Palota hatalmas alapterületű, a 12. századtól épült épületegyüttes több mint ezer szobával.
A látogató turista vagy zarándok láthatja a palota bizonyos (pl. hátsó) részeit, de más részek, mint például a Scala Regia és a Pálos-kápolna (Cappella Paolina) többnyire zártak a nyilvánosság elől. 
A palota főbejárata a Szent Péter-téri jobb oldali kolonnádból, a Bernini alkotta oszlopcsarnok végéből nyíló bronzkapu (Portone di Bronzo). Bent a Svájci Gárda ad őrséget. A széles folyosó végéből a híres Királyi Lépcső (Scala Regia) vezet a pápai palota emeletére. A hamis perspektívával épített (hátrafelé szűkülő) díszlépcsőt 1663-1666 között építette Giovanni Lorenzo Bernini, majd 1670-ben állította a lépcső pihenőjére Nagy Konstantin lovaszobrát.
Az Apostoli Palotához tartozik többek között:
- a pápai rezidencia, a harmadik emeleten (loggiában);
- az audienciák nyilvános helye a második loggiában, amelyben többek között található a tanácsterem (ahol pl. XVI. Benedek bejelentette lemondását) és a magánkönyvtár, ahol a pápa naponta fogad különféle vezetőket, bíborosokat, a hozzá látogató elnököket, uralkodókat, követeket;
- a Redemptoris Mater kápolna (Megváltó Anyja);
- a katolikus egyház központi irodái (Pápai Államtitkárság), a bíboros államtitkár lakása, a pápai háztartás prefektusának lakása, a pápai háztartás hivatalai;
- a Vatikáni Apostoli Könyvtár és a Vatikáni Apostoli Levéltár;

Történelmi, művészeti és építészeti szempontból külön említésre méltó: 
- a Sala Regia (Királyi Terem);
- a Sala Ducale;
- a Pálos-kápolna (Cappella Paolina);
- a Sala Clementina;
- a Stufetta del cardinal Bibbiena (Bibbiena bíboros szobája);
- a Vatikáni Múzeumok, hozzáféréssel az első loggiához, majd onnan a Raffaello Sanzio által freskózott szobákhoz (stanzák) és loggiákhoz;

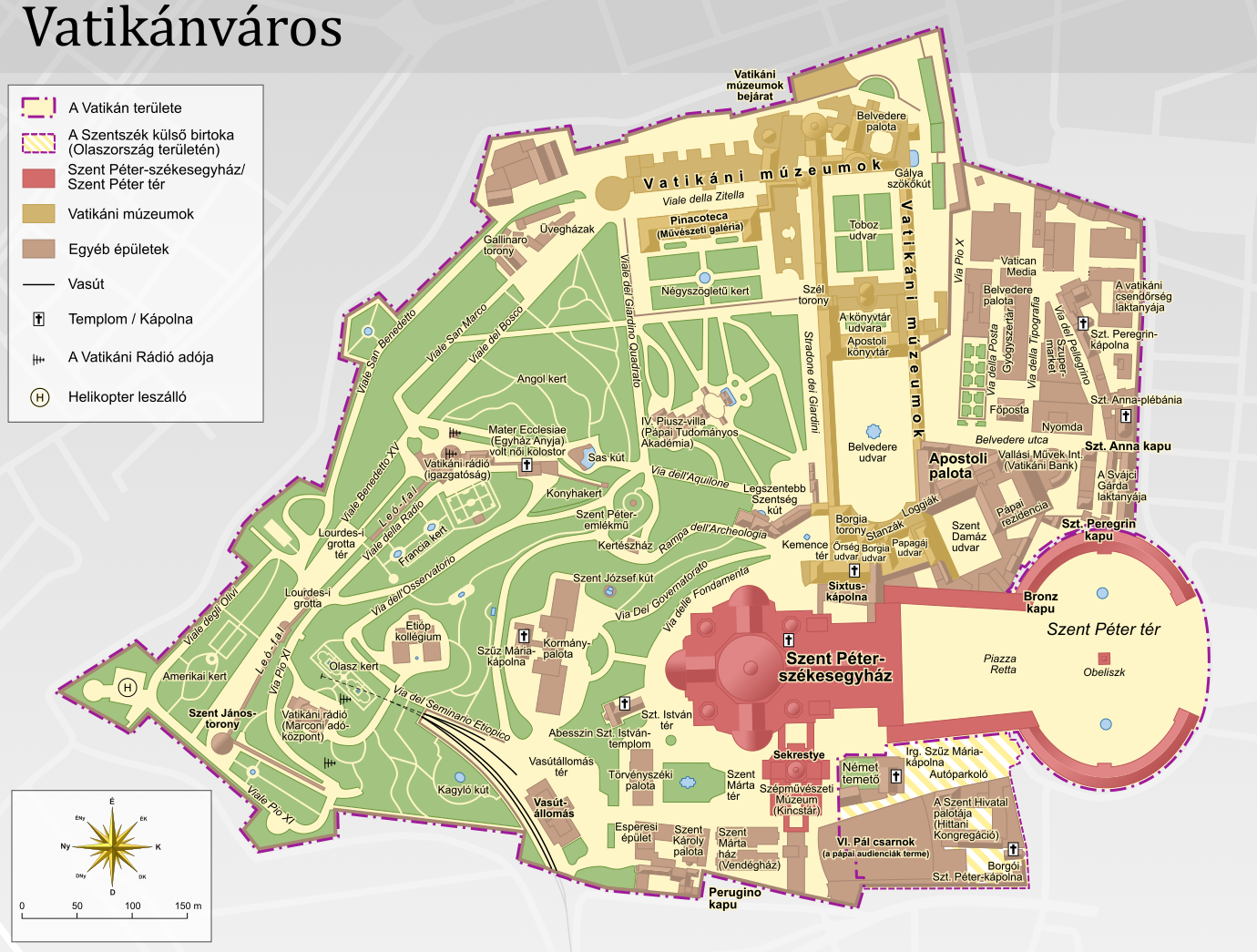
A Vatikán magyar nyelvű térképe

- a Sixtus-kápolna.

### A pápai rezidencia
A pápai rezidencia az Apostoli Palota legkevésbé ismert, de legfontosabb része. Azért a legkevésbé ismert, mert a Vatikáni Múzeumok körútjában szereplő részekkel ellentétben nem látogatható a nagyközönség számára. De mégis ez a legfontosabb rész, mert itt lakik és dolgozik a pápa és a legközelebbi munkatársai. (Ferenc pápa kivételesen a Szent Márta-vendégházba költözött.)

### Egykori pápai lakosztályok
V. Miklós pápa (1447-1455) Bernardo Rossellino építészt bízta meg magánlakosztályainak megépítésével, Piero della Francesca festőt pedig azok díszítésével.
De két pápai lakosztály különösen figyelemre méltó: 
- Az ún. Borgia-apartmanok díszítését VI. Sándor pápa rendelte el.
- Közvetlenül a Borgia-apartmanok felett, Raffaello és iskolája díszítette II. Gyula pápa megrendelésére.

#### Borgia-apartmanok
(Borgia) VI. Sándor pápa (1492-1503) magánlakosztályát 1492 és 1494 között a Pinturicchio díszítette. Az Apostoli Palota első emeletén található apartmanokat a Borgia-udvar, a Papagáj-udvar és a Belvedere-udvarok határolják. A látogatók előtt nyitva álló szobák a következők:
- Sala delle Sibille
- Sala del Credo
- Sala delle Arti Liberali
- Sala dei Santi
- Sala dei Misteri
- Sala dei Pontefic

#### Raffaello stanzái
II. Gyula pápa (1503-1513) megtagadta a Borgia-apartmanok használatát, amely elválaszthatatlanul kötődött gyűlölt elődjéhez, VI. Sándorhoz. Kezdetben mások művészek dolgoztak a lakosztályán, majd úgy döntött, hogy a fiatal Raffaellot bízza meg a szobáinak (stanzák) díszítésével. Ezek az apartmanok az Apostoli Palota második emeletén találhatók, közvetlenül a Borgia-apartmanok felett. A Papagáj-udvar határolja őket, a másik oldalon pedig a Belvedere-udvar. A négy terem látogatása beépül a Vatikáni Múzeumok látogatható körútjába:
- Az Aláírások terme (1508-1511)
- A Héliodórosz-terem (1512-1514)
- A Borgo égése-terem (1514-1517)
- A Konstantin-terem (1517-1524)

## Története
A 14. századi "avignoni fogság" idejéig a pápák jórészt a lateráni palotában laktak.
Az 5. században Szümmakhosz pápa a régi Szent Péter-bazilika közelében egy pápai palotát épített, amely a lateráni palotának alternatív rezidenciájaként szolgált. (Ez lett a mai, vatikáni palota elődje.) 
A második erődített palota építésére évszázadokkal később, III. Jenő pápa alatt került sor, amelyet majd III. Ince pápa alatt alaposan átalakítottak. 
Az avignoni pápaság után a pápák más épületekben, pl. a Basilica di Santa Maria Maggiore-ban laktak. A Vatikáni Palota a karbantartás hiánya miatt leromlott és a Lateráni Palota 1307-ben és 1361-ben két pusztító tűzvészt szenvedett, amelyek helyrehozhatatlan kárt okoztak. 
1447-ben V. Miklós pápa megsemmisítette III. Jenő ősi, erődített palotáját, hogy egy új épületet, a jelenlegi Apostoli Palotát állíttassa fel. Megbízta a reneszánsz kiváló építészét, Leon Battista Albertit, hogy építsen olyan "palotavárost", amelyben nemcsak a pápai rezidencia, az igazgatási hivatalok, hanem könyvtár, és a művészetet szolgáló műtermek stb. is helyet kapnak. E nagy tervből akkor még kevés valósult meg, csupán a Cortile di S. Damaso, e díszudvar átellenes oldalán azon épületszárny, amelyet ma Borgia-lakosztálynak neveznek és föléje épített azon helyiségek, amelyeket később Raffaello falfestményekkel díszített. A pápa ezentúl - tekintettel a nyugtalan időkre - kis erődöt is emeltetett (Torrione di Nicolo V.), hogy palotáját megvédje.
A palota kiegészítése és díszítése folytatódott a következő pápák uralkodása alatt.
A mai pápai palota építése főként 1471 és 1605 között zajlott.
IV. Szixtusz pápa építtette a róla elnevezett kápolnát. Egyben ő létesítette a palota földszintjén a híres könyvtárat, a mai Belvedere-udvar felé néző szárnyban.
Borgia VI. Sándor pápa spanyolos ízlésű pompával rendeztette be a lakosztályát, amelyet azóta is Appartamento Borgia-nak neveznek  és hozzáépítette a Torre Borgia lakóbástyát.
VIII. Ince pápa mintegy 300 méterre ettől az épületcsoporttól, a vatikáni domb megerősített északi végénél külön kis palotát emeltetett, ez a Belvedere.
II. Gyula pápa megbízta Bramantét, hogy a szétszórt palotákat egységes, nagy koncepcióban egyesítse. Így épült a régi tömb palotáit összefűző Cortile di S. Damaso emeletes loggiákkal szegélyezett udvara és az a két egymással párhuzamos, 300 m hosszú szárny, amely a Belvederét a régi palotákkal összeköti.
III. Pál pápa a Sixtus-kápolna mellé építette nagy fogadótermét (Sala Regia), VIII. Kelemen pápa a Belvedere nagy udvarát kettéosztó könyvtári épületet, VII. Sándor pápa Berninivel a Sala Regia-hoz vezető "királyi lépcsőt" (Scala Regia).
A palota barokk fénykorszaka V. Szixtusz pápa nevéhez fűződik. Ő tervezte a mai pápai rezidenciát és "vágta ketté" a Belvederét a Ferde Udvarral (ma a Könyvtár Sixtusi Termének székhelye).
A 17. században VIII. Orbán pápa Bernini tervei alapján kezdte el építtetni a Királyi Lépcsőt, valamint a Könyvtár és az Archívum Pál-termeit.
A 18. században XI. Kelemen pápa és VI. Piusz pápa alapították a róluk elnevezett Museo Pio-Clementino-t a Belvedere mellett.
A 20. században XI. Pius pápa monumentális művészeti galériát (Pinacoteca) építtetett.

## Képgaléria

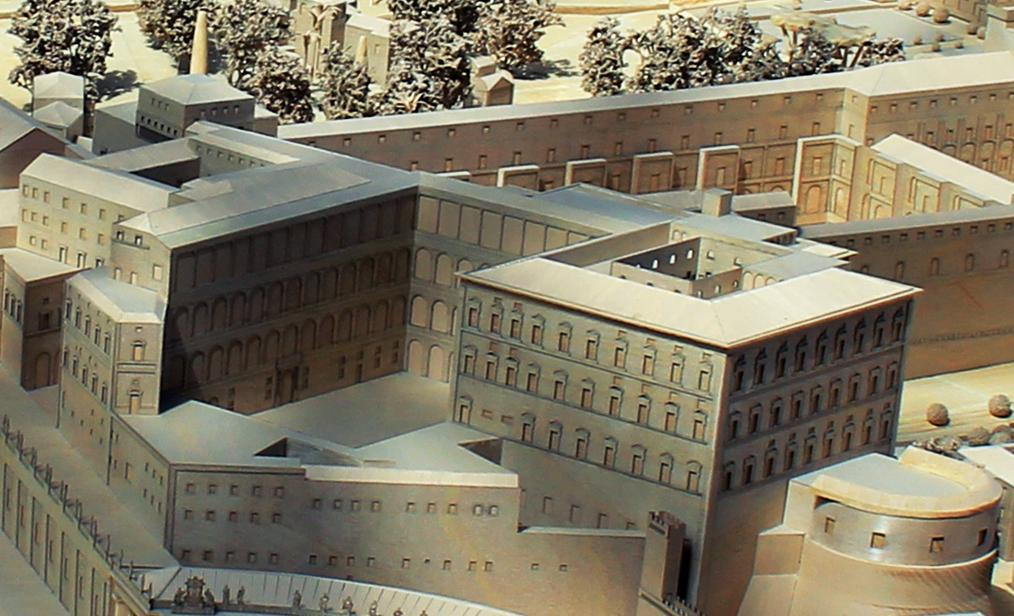
A palota modellje a Vatikáni Múzeumban
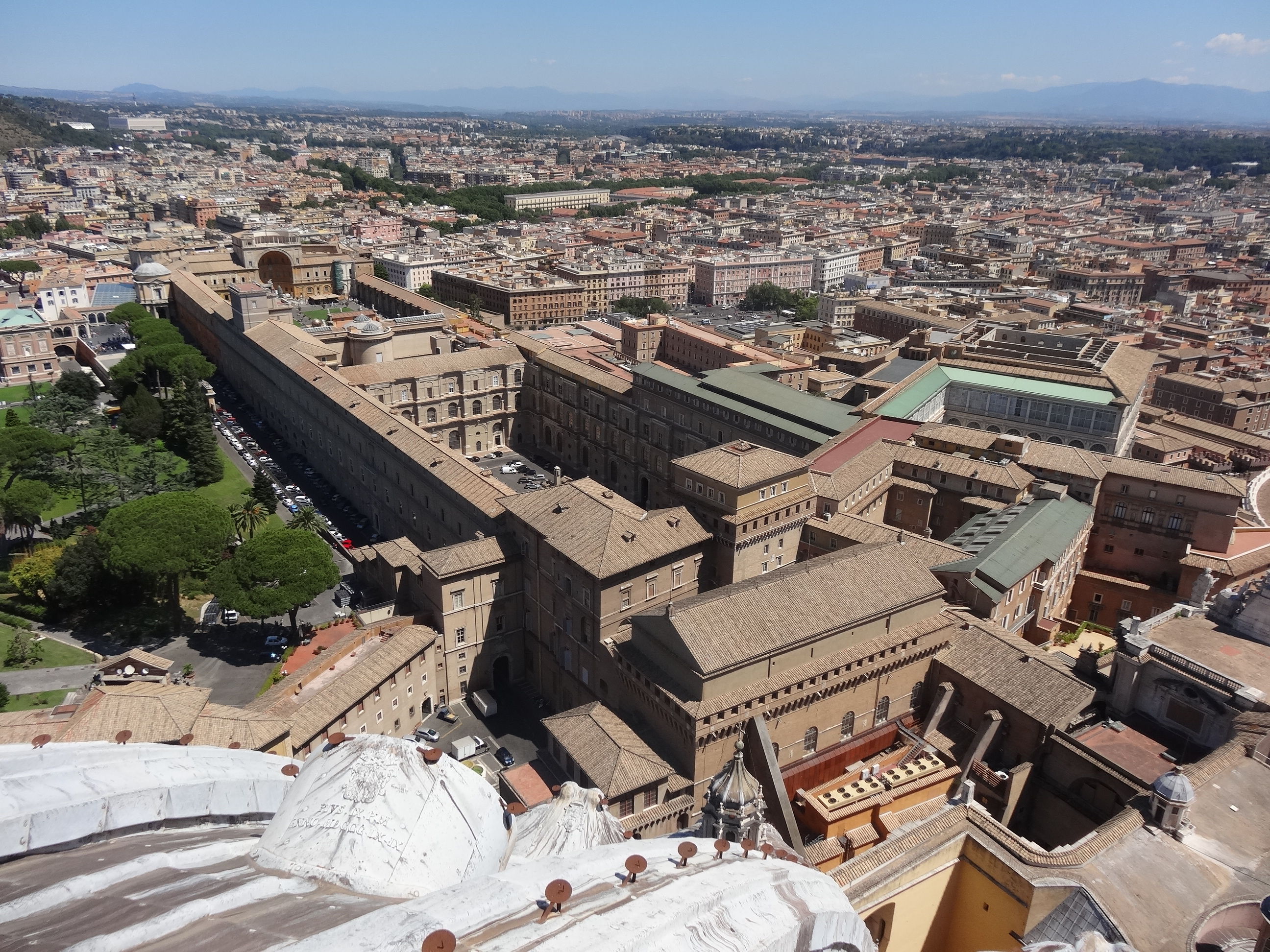
A magasból
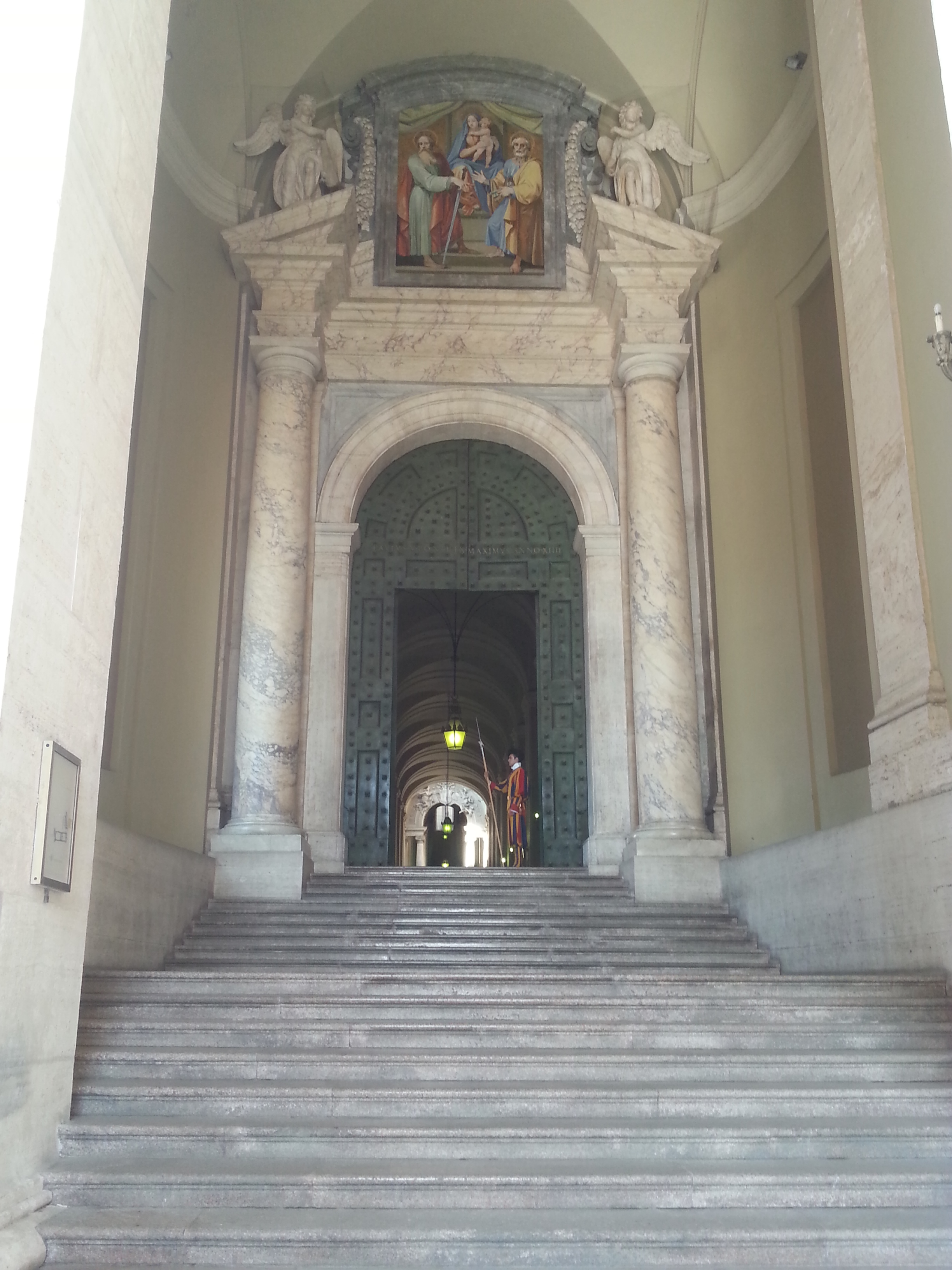
A palota főbejárata, a bronzkapu
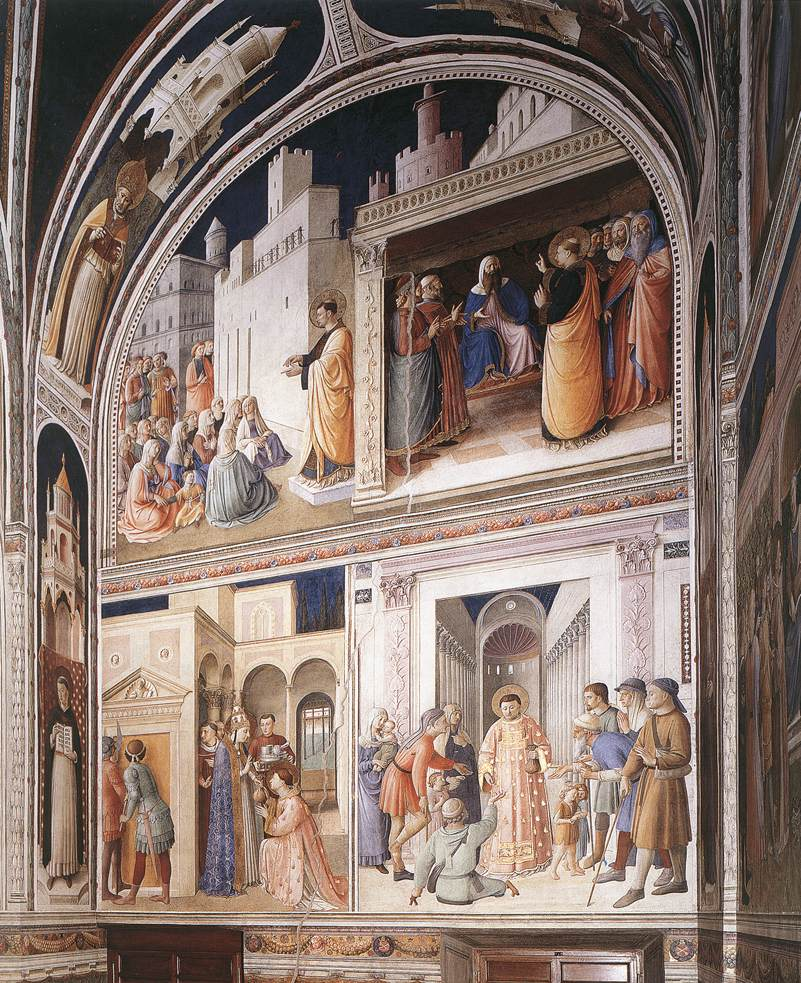
Capella Niccolina
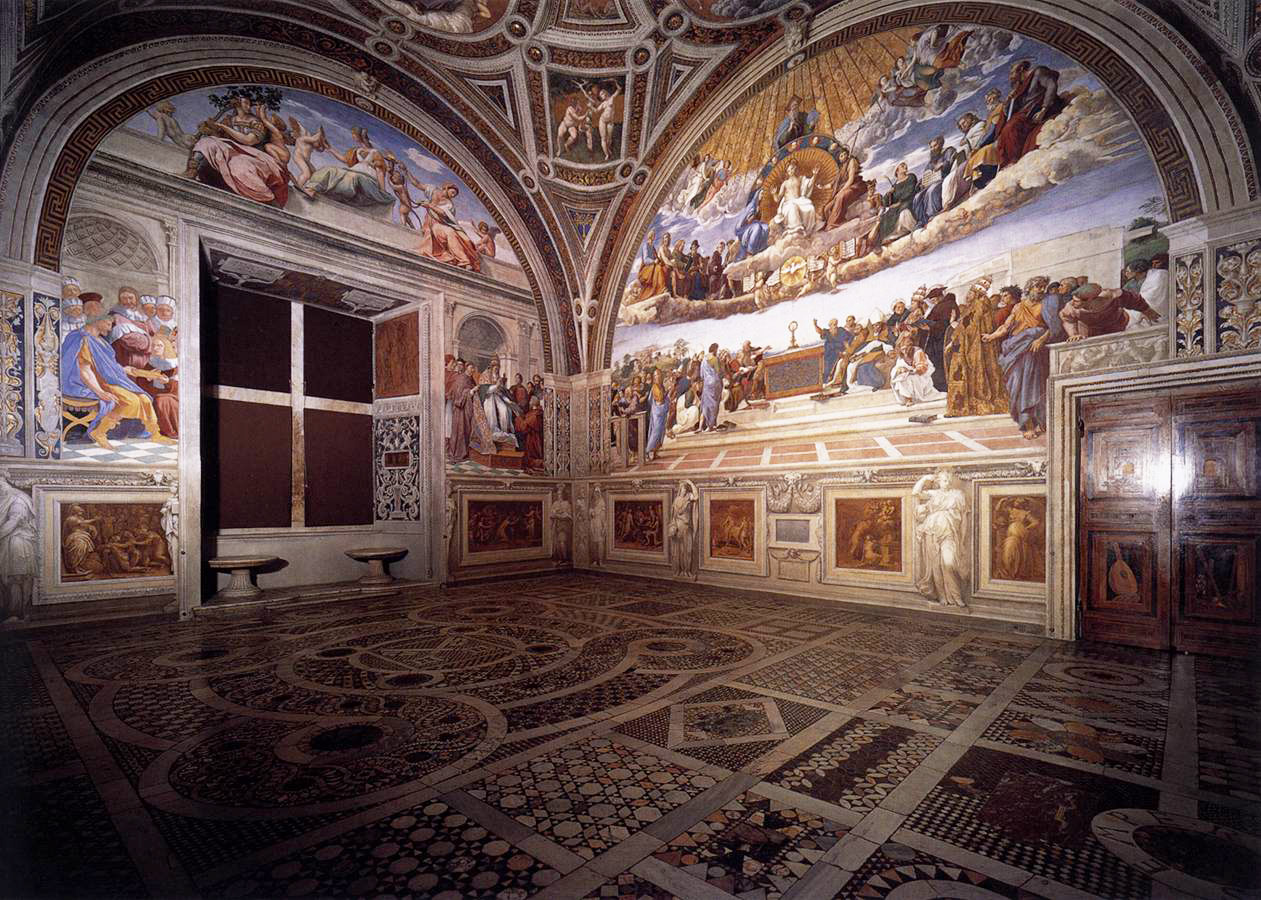
A Rafael-szobák egyike
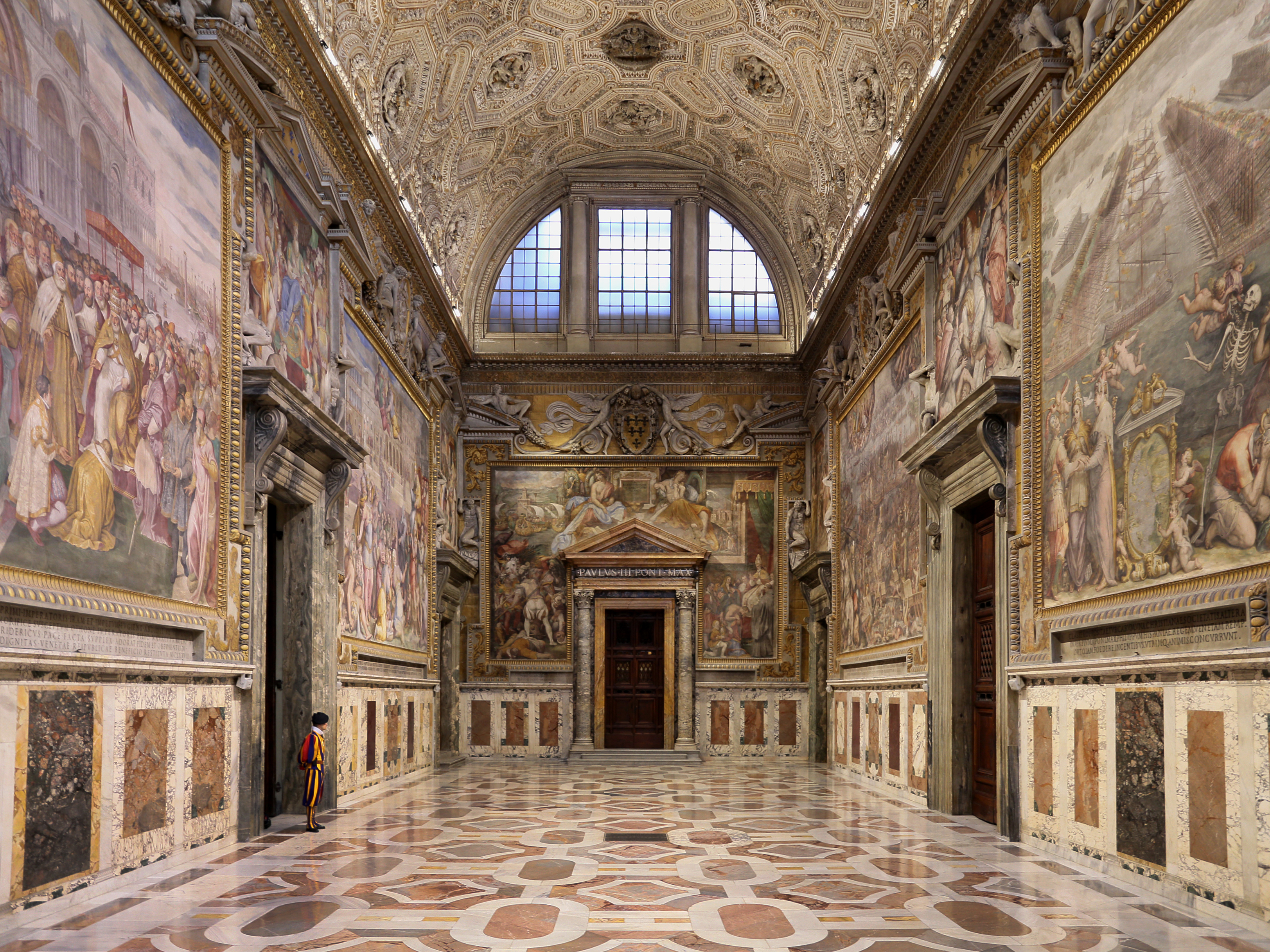
Sala Regia (Királyi Terem)
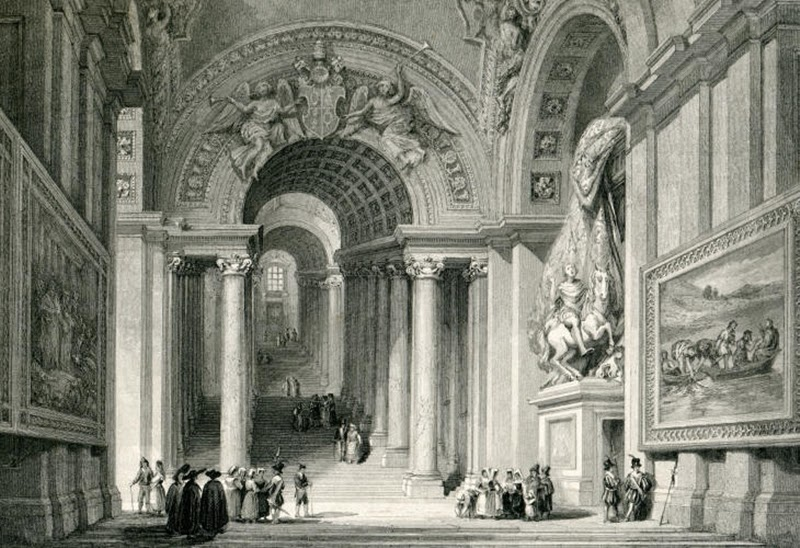
Scala Regia (Királyi Lépcső)
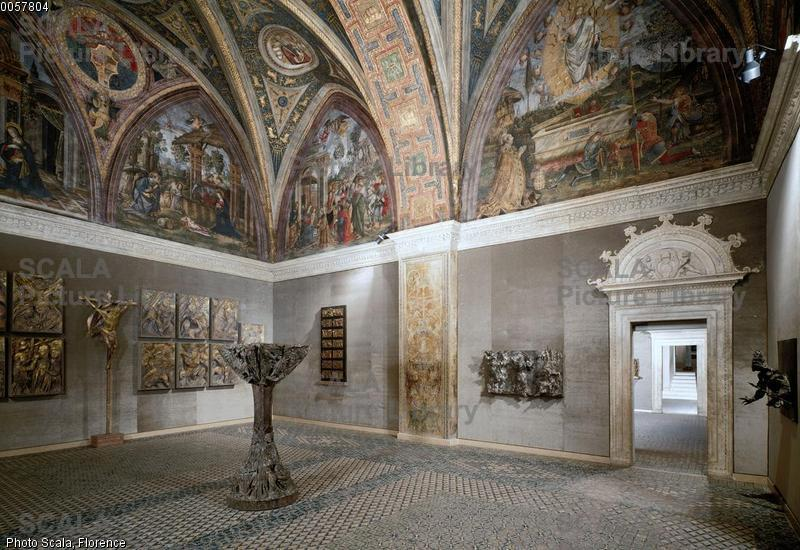
Borgia-lakosztályok: Sala dei Misteri
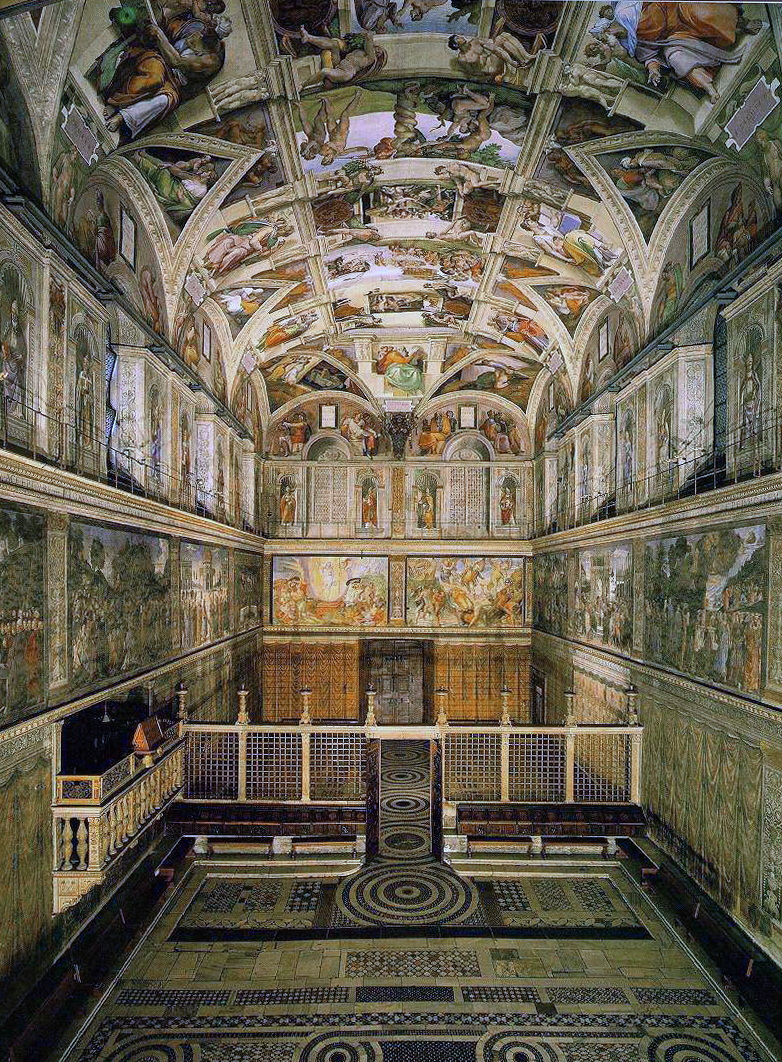
Szixtusz-kápolna
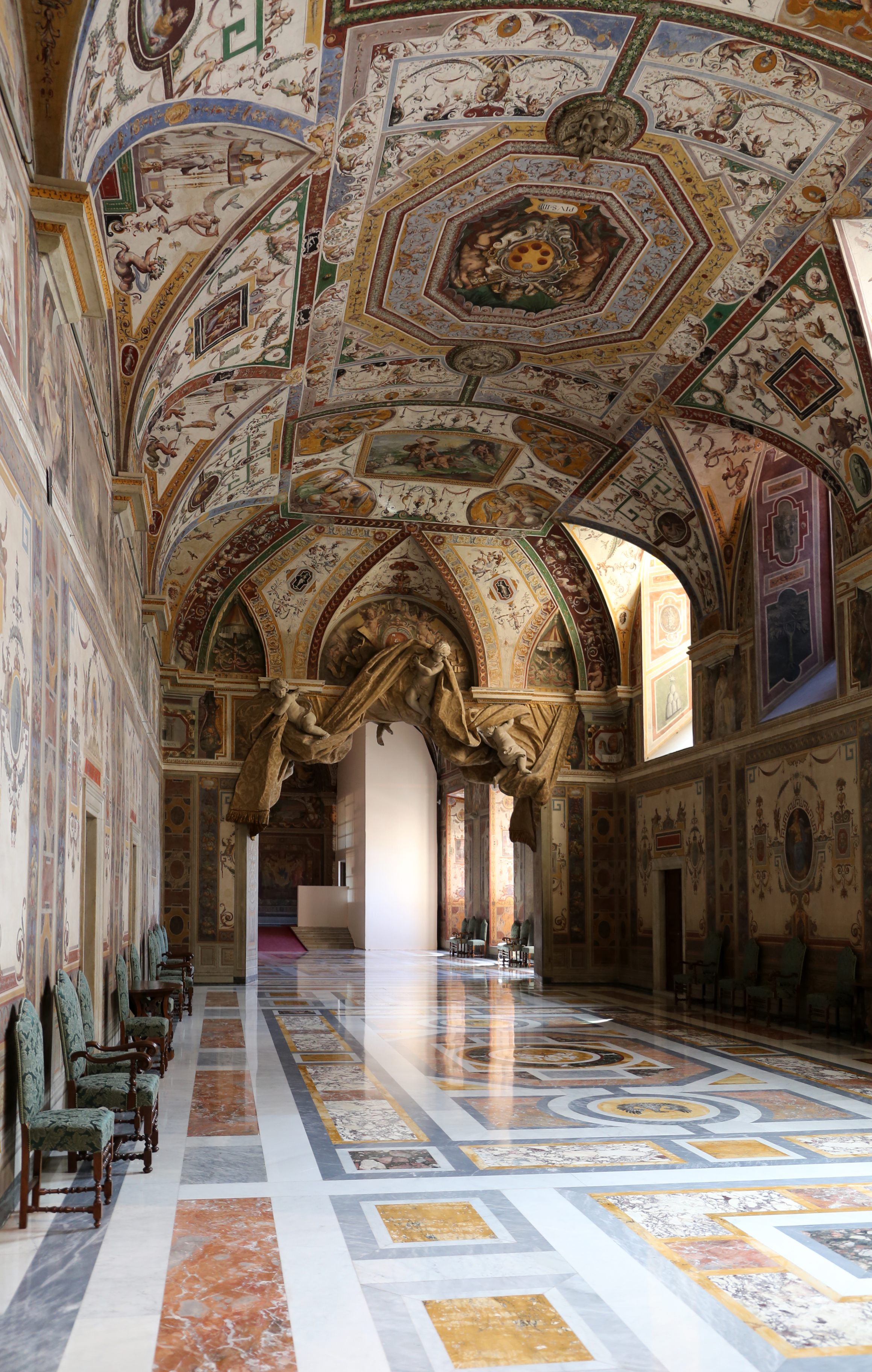
Sala Ducale
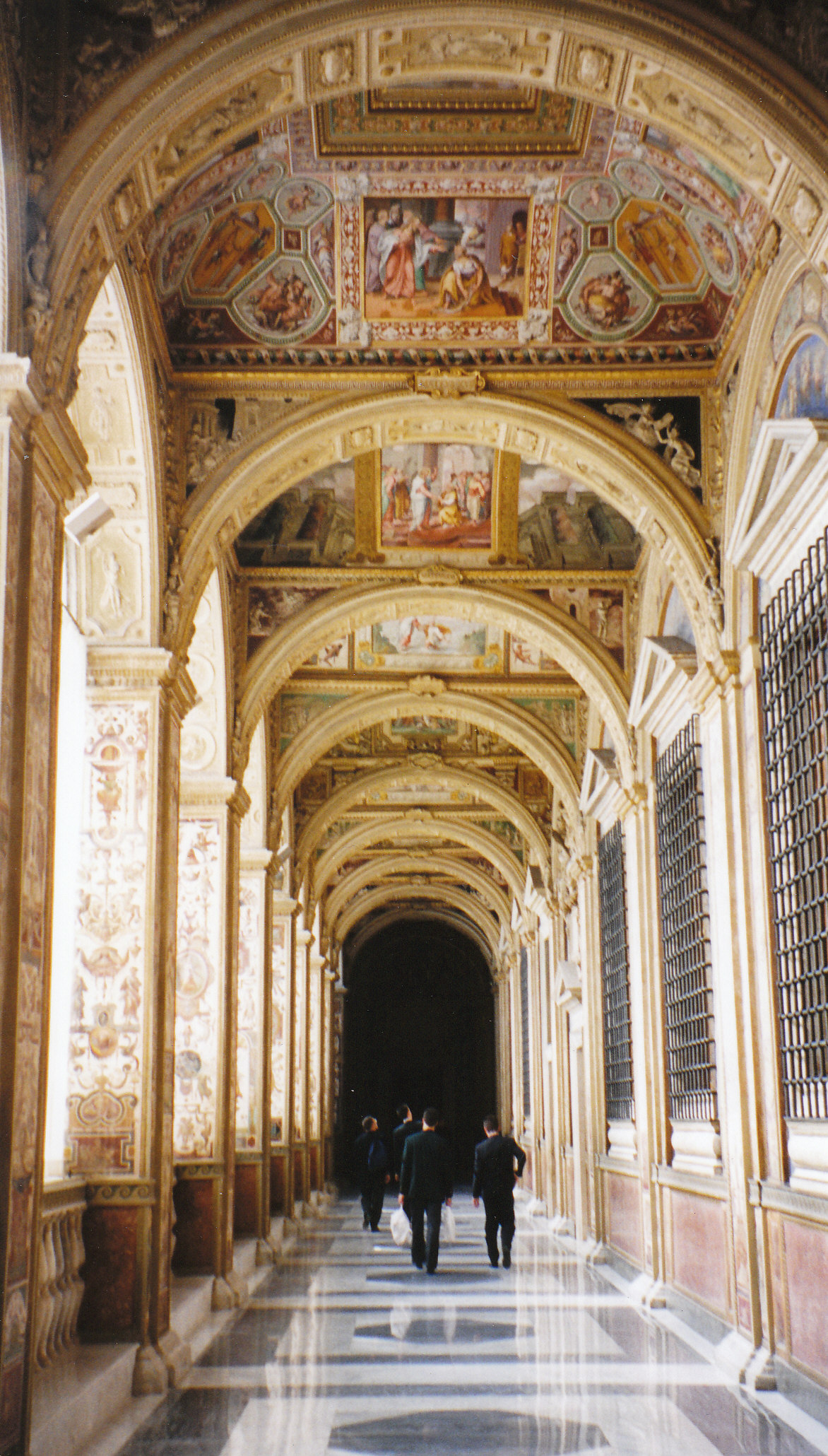
Az északi szárny II. emeleti loggia-ja
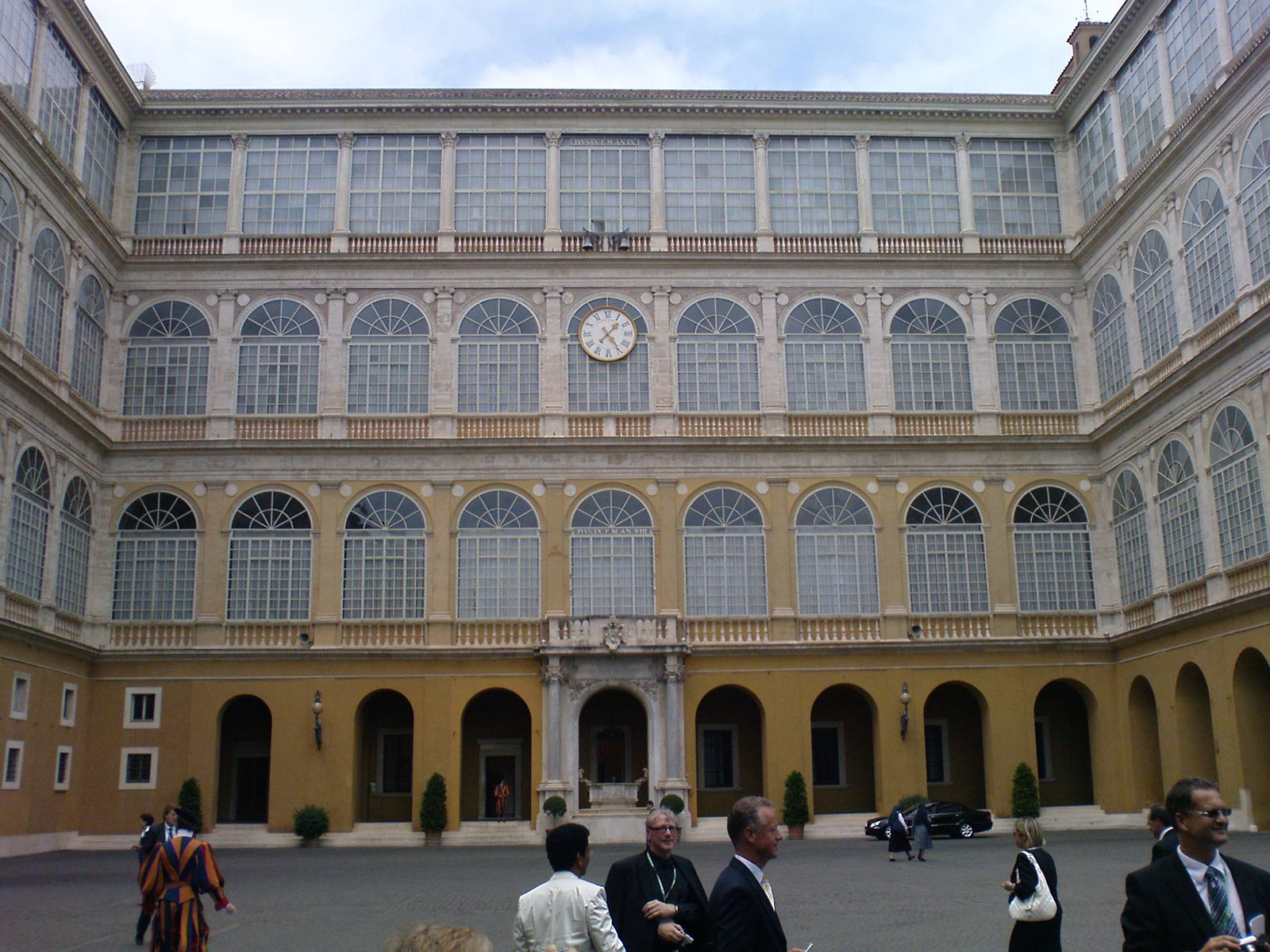
Szt. Damáz-udvar (Cortile di San Damaso)
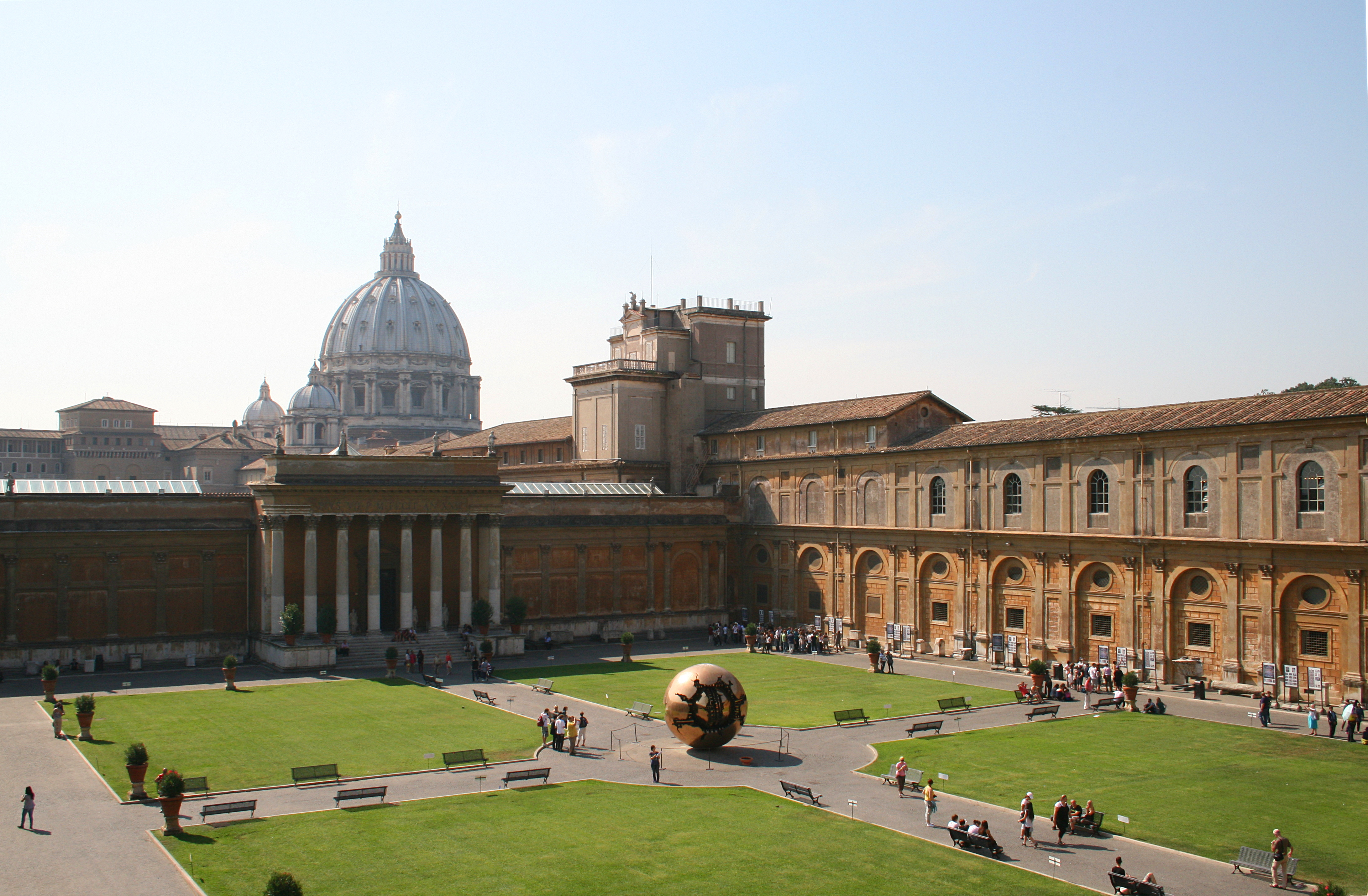
Toboz-udvar (Cortile della Pigna)

## Apostoli paloták
Az apostoli, illetve pápai palota néven ismert egyéb épületek, épületegyüttesek:
Rómában:
- Lateráni palota
- Palazzo al Quirinale
- Palazzo di San Marco az azonos nevű bazilikánál a Campidoglio-n, ma Palazzo Venezia
- Palazzo ai Santi Apostoli
- A Santa Maria Maggiore vagy Liberiano-palota
- Palazzo di San Callisto vagy S. Maria Trasteverében
- Santa Maria-palota Cosmedinben
- Palazzo di Santa Maria ad Martyres
- Aracoeli-palota
- Santa Prassede-palota
- Santa Pudenziana-palota
- A Santi Quattro Coronati palotája
- Santa Sabina-palota

Rómán kívül:
- Castel Gandolfo-palota
- Palazzo d'Assisi a Szent kolostorban és a S. Francesco-bazilikában
- Loreto palota a Basilica della Santa Casa-ban
- Az avignoni-palota

## Fordítás
Ez a szócikk részben vagy egészben  az   Apostolic Palace című angol Wikipédia-szócikk ezen változatának fordításán alapul.  Az eredeti cikk szerkesztőit annak laptörténete sorolja fel. Ez a jelzés csupán a megfogalmazás eredetét és a szerzői jogokat jelzi, nem szolgál a cikkben szereplő információk forrásmegjelöléseként.